# Live in London (musikalbum av Judas Priest)
Live in London är ett livealbum med Judas Priest, släppt den 8 april 2003.

## Låtförteckning
1. "Metal Gods"
2. "Heading Out To The Highway" (bonusspår)
3. "Grinder" (bonusspår)
4. "Touch Of Evil"
5. "Blood Stained"
6. "Victim Of Changes"
7. "The Sentinel" (bonusspår)
8. "One On One"
9. "Running Wild"
10. "Ripper"
11. "Diamonds And Rust"
12. "Feed On Me"
13. "The Green Manalishi" (bonusspår)
14. "Beyond The Realms Of Death" (bonusspår)
15. "Burn In Hell"
16. "Hell Is Home"
17. "Breaking The Law"
18. "Desert Plains"
19. "You've Got Another Thing Coming" (bonusspår)
20. "Turbo Lover"
21. "Painkiller"
22. "Hellion/Electric Eye" (bonusspår)
23. "United"
24. "Living After Midnight"
25. "Hell Bent For Leather"